# La cueva de Alí Babá
La cueva de Alí Babá  es una película en blanco y negro de Argentina dirigida por Mario C. Lugones sobre el guion de Julio Porter que se estrenó el 25 de noviembre de 1954 y que tuvo como protagonistas a Gogó Andreu, Malisa Zini, Tono Andreu y Héctor Calcaño.

## Sinopsis
Dos amigos, una heredera y un grupo musical se hacen cargo de una boite.

## Reparto
- Mario Amaya	... 	Don Lucas
- Alejandro Anderson	...Secuaz de Matilde 1
- Gogó Andreu	...Modesto Rosales
- Tono Andreu ...Salvador Rosales
- Jorge Ayala		...Raúl
- Alberto Barcel	... 	Petrini
- Héctor Calcaño	...Dr. H. H. Zamudio
- Ana María Cassán	...Bailarina
- Jorge Citino	Él mismo
- Gloria Citino	Ella misma
- Rodolfo Crespi	... 	Secuaz de Matilde 2
- Perla Cristal ...Palmira
- Jesús Pampín	... 	Comisario
- Julio Renato	...Gilberto Gil
- Malisa Zini ...Matilde Pérez
- Ernesto Cerrutti
- Orestes Rosasco ...Rosasco
- Rodolfo Crespi ...Secuaz de Matilde 2
- Carlos Anchart
- Humberto Bello

## Comentarios
Noticias Gráficas opinó:

”Tanto el autor del argumento como el director del film, con la colaboración de actores cómicos, han acumulado…una serie de lugares comunes que si los utilizan es porque creen que son eficaces.”